# Beyond (film, 2010)
Pour les articles homonymes, voir Beyond.
Pour plus de détails, voir Fiche technique et Distribution.
Beyond (Svinalängorna) est un film suédois réalisé par Pernilla August, sorti en 2010.

## Synopsis
Leena vit avec son mari et ses deux filles à Stockholm. À la mort de sa mère, elle se remémore son enfance traumatique aurprès de parents alcooliques.

## Fiche technique
- Titre français : Beyond
- Titre original suédois : Svinalängorna
- Titre finnois : Sovinto ou Sikala
- Titre danois : Beyond - svinestierne
- Réalisation : Pernilla August
- Scénario : Pernilla August et Lolita Ray d'après le roman de Susanna Alakoski
- Musique : Magnus Jarlbo et Sebastian Öberg
- Photographie : Erik Molberg Hansen
- Montage : Åsa Mossberg
- Production : Helena Danielsson et Ralf Karlsson
- Société de production : Kamoli Films, Blind Spot Pictures, Drak Film, Film i Skåne, Hepp Film, Nordisk Film, Sveriges Television et Yleisradio
- Pays :  Suède,  Finlande et  Danemark
- Genre : Drame
- Durée : 99 minutes
- Dates de sortie : 
  - Suède : 10 décembre 2010
  - Finlande : 11 mars 2011
  - Danemark : 14 avril 2011
  - France : 24 octobre 2022 (Vidéo à la demande[1])

## Distribution
- Noomi Rapace : Leena
- Ola Rapace : Johan
- Outi Mäenpää : Aili Moilanen
- Ville Virtanen : Kimmo Moilanen
- Tehilla Blad : Leena Moilanen enfant
- Junior Blad : Sakari Moilanen
- Alpha Blad : Marja
- Selma Cuba : Flisan
- Minna Haapkylä : Helmi
- Håkan Bengtsson : Veikko
- Julia Öhrström-Jönsson : Riita
- Lotten Roos : Inga-Lill
- Rasmus Troedsson : Sten Hård
- Karin Ronnle Svensson : Åse
- Simon J. Berger : Bengt Brink
- Kerstin Andersson : Margareta Persson
- Björn Johansson : Niklas Lindberg
- Anette Lindbäck : Britta
- Eva Järinge : Ann-Christine

## Distinctions
Le film a été nommé pour neuf prix Guldbagge et en a remporté trois : meilleure réalisation, meilleur second rôle féminin pour Outi Mäenpää et meilleur montage.